# Наньях
Наньях — река в Александровском районе Томской области России. Устье реки находится в 30 км по правому берегу реки Назинская. Длина реки составляет 51 км, площадь водосборного бассейна 697 км².
В междуречье Наньяха и Назинской находится Медвежье болото.

## Бассейн
- 27 км: Большой Наньях
  - Поперечный Исток
- Озёрная
- Исток
  - Правый Исток
  - Левый Исток
- 51 км: Малый Наньях
- 51 км: Средний Наньях

## Данные водного реестра
По данным государственного водного реестра России относится к Верхнеобскому бассейновому округу, водохозяйственный участок реки — Обь от впадения реки Васюган до впадения реки Вах, речной подбассейн реки — Васюган. Речной бассейн реки — (Верхняя) Обь до впадения Иртыша.